# Ромб (геральдика)
Ромб у геральдиці — гербова фігура у формі ромба (предмет, який можна розмістити на полі щита), зазвичай дещо вужчий в ширину, ніж у висоту. Його слід відрізняти в сучасній геральдиці від фузилу, який схожий на ромб, але вужчий, хоча розрізнення не завжди було таким тонким і не завжди спостерігається навіть сьогодні.
Маскула — це порожнистий ромб, тобто ромб із отвором у формі ромба посередині, а рідкіша рустера — ромб, що містить круглий отвір у центрі. Поле, покрите візерунком ромбів, описується як ромбове; аналогічні поля є маскульне і фузильне поля (див зміни поля). У цивільній геральдиці пастильна чернь часто використовують у вугледобувних громадах для представлення грудочки вугілля.
Ромбу формі щита використовується для зображення геральдики для жінки (у континентальній Європі, особливо неодруженої жінки), але також іноді використовується як форма для настінного розпису в церквах, присвячених пам'яті жінок. Похоронні люки, як правило, демонструються у формі ромба як для померлих чоловіків, так і жінок.

## Лозенгія
Лозенгія за блазоном — форма зміни поля або іншого елементу, яка складається з усіяних ромбів (як насіння) або розкиданих по полю, але в організований суміжний візерунок. Герб, наданий канадцю Джону Френсісу Капуччі, є прикладом лозенгії ромбами, такі ж, як «ромби», але з меншим отвором у формі ромба, вирізаним з кожного сегмента.

## Приклади

Прапор Монако
Прапор Баварії
Особистий герб Маргарет Пармської
Герб Ізабелли Клари Євгенії Іспанської
Особистий герб Анни, принцеси Роял
Чорний ромб у золотому полі
Маскули
Фузіли
Рустра
Лозенговане поле
Герб Борреда, муніципалітету в Каталонії